# Мінова Йосінобу
Мінова Йосінобу (яп. 箕輪 義信, нар. 2 червня 1976, Канаґава —) — японський футболіст, що грав на позиції захисника.

## Клубна кар'єра
Грав за команду Джубіло Івата, Кавасакі Фронтале, Консадолє Саппоро.

## Виступи за збірну
Дебютував 2005 року в офіційних матчах у складі національної збірної Японії. У формі головної команди країни зіграв 1 матч.

## Статистика
Статистика виступів у національній збірній.
| Збірна Японії | Збірна Японії | Збірна Японії |
| Роки          | Ігри          | голи          |
| ------------- | ------------- | ------------- |
| 2005          | 1             | 0             |
| Усього        | 1             | 0             |